# Klimov
Pour les articles homonymes, voir Klimov (homonymie).
Klimov est le nom d'un constructeur de moteurs d'avions, appartenant au complexe militaro-industriel de la Russie. Sous la direction de Vladimir Yakovlevitch Klimov (Владимир Яковлевич Климов) (1892-1962) il a conçu des moteurs pour les avions soviétiques.

## Histoire
Au début des années 1910, Renault s'implante en Russie dans le but de produire des automobiles, à Petrograd.
Au cours de la Première Guerre mondiale, la priorité de la nouvelle usine est la production d'équipements et notamment de moteurs Renault 12F, installés sur des voitures et des avions.
En 1916, la société anonyme Renault Russie a été créée. Son principal atelier d'outillage était situé à Petrograd, et l'usine principale a été construite à Rybinsk. À l'usine de Petrograd, Renault employait environ 10 000 personnes. En 1916, l'usine réalise les premiers tests de l'avion Russo-Balt Ilya Muromets, notamment conçu par Igor Sikorsky, équipé de moteurs Renault. Après la Révolution d'Octobre et l'arrivée des bolcheviks au pouvoir, l'usine est nationalisée.
Tandis que l'usine de Rybinsk devient l'OKB-26 (OKB désignant une organisation en bureaux d'études), l'usine de Leningrad continue la production de pièces de rechange pour automobiles, tracteurs et motos.
En 1935, Vladimir Klimov fonde l'OKB-117 sur l'usine de Leningrad, pour produire et améliorer le moteur Hispano-Suiza 12Y dont l'URSS avait acquis la licence. Après la Seconde Guerre mondiale, l'OKB Klimov a reçu pour mission de produire et d'améliorer les turboréacteurs britanniques Rolls-Royce Derwent et Rolls-Royce Nene.

## Moteurs

### Moteur à piston

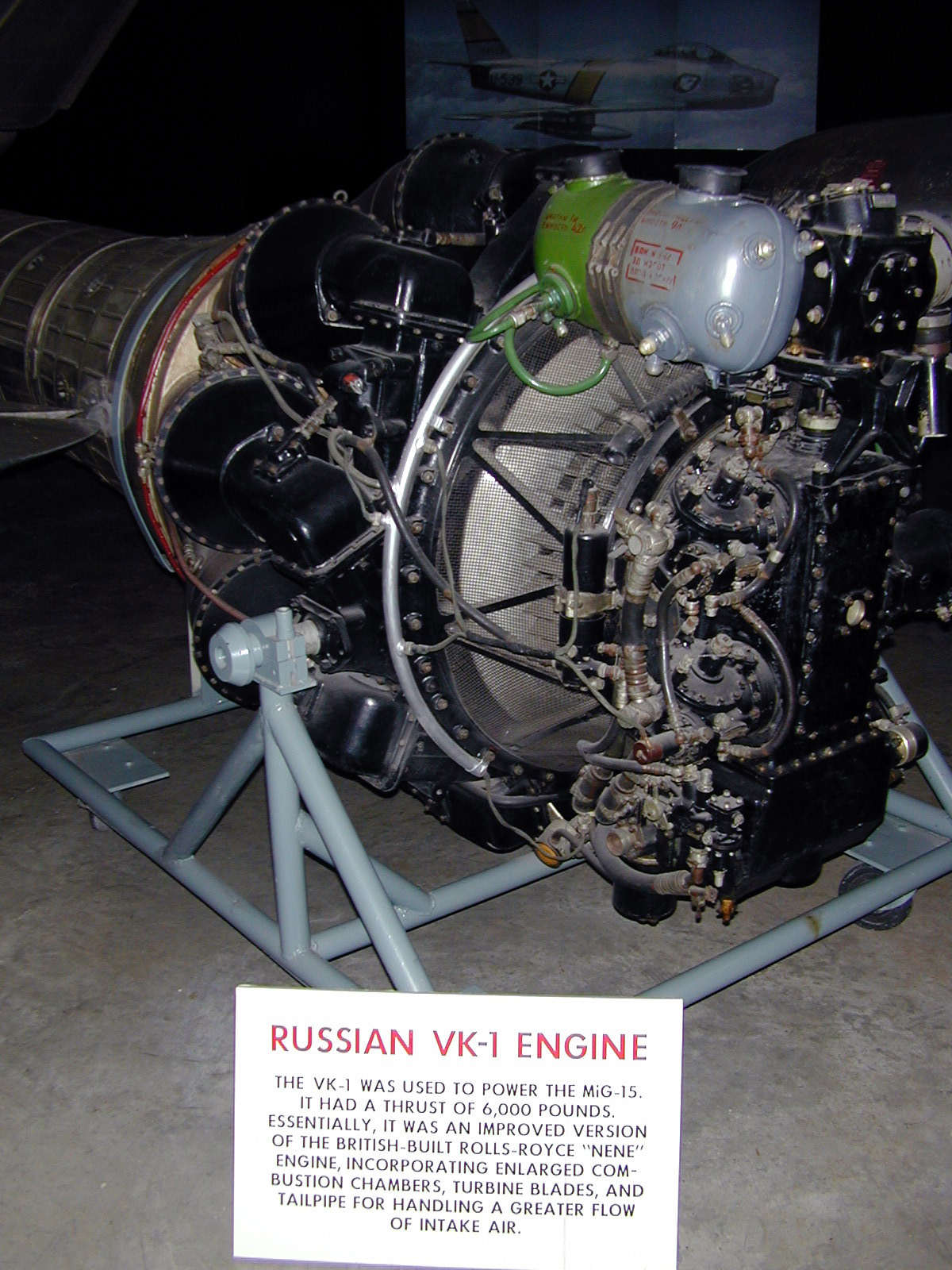
Un VK-1, le turboréacteur soviétique mis au point en 1947 d'après le Rolls-Royce Nene.

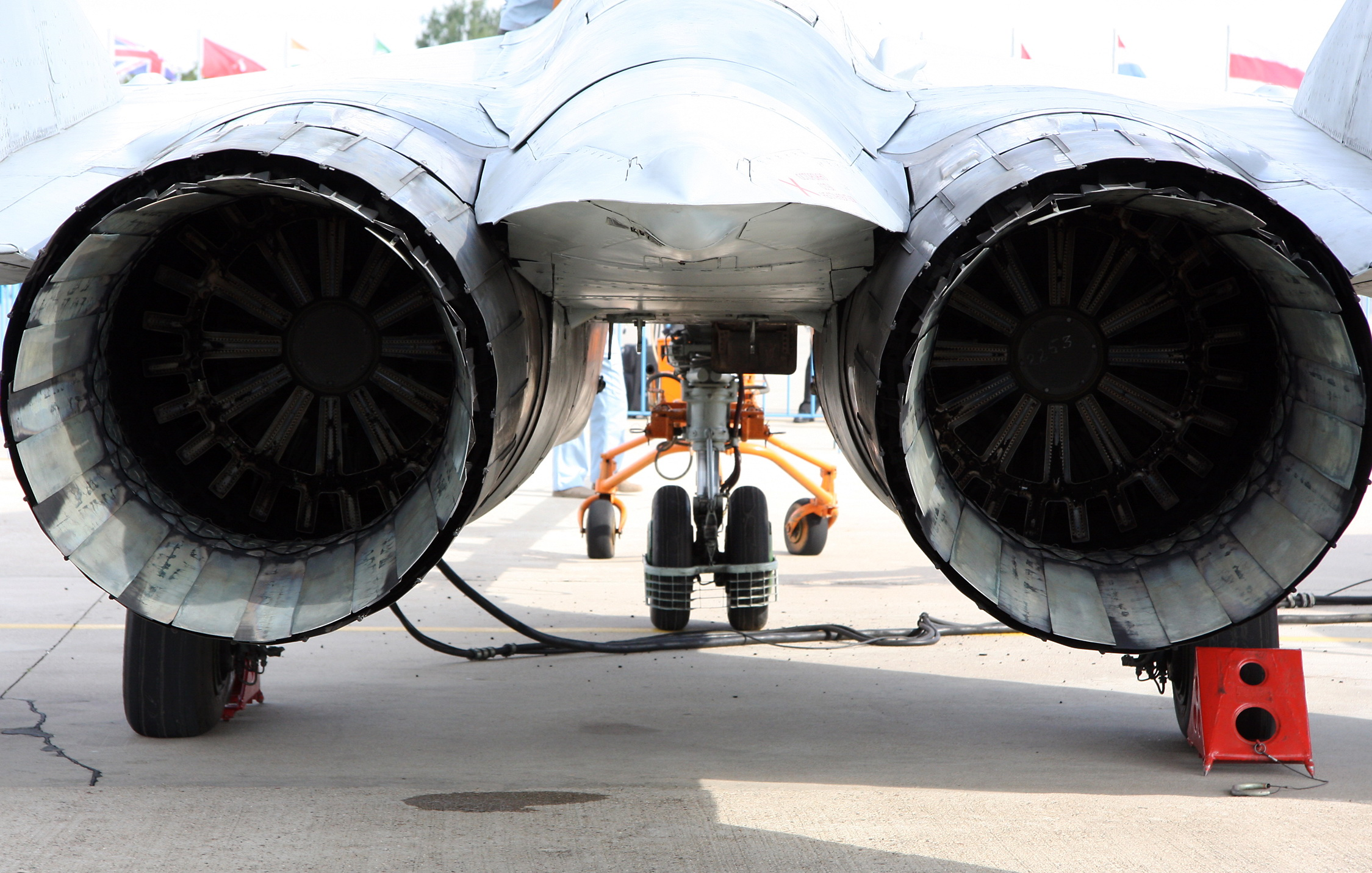
Réacteurs RD-33 d'un MiG-35 en 2009.

- M-100 (1935)
- M-103 (en) (1936)
- M-105 (VK-105) (1938)
- VK-106 (en)
- VK-107 (en) (1942)
- VK-108 (en)

### Turboréacteur
- RD-45 (VK-1) (1947)
- RD-500 (1947)
- RD-33 (1974)
- ТВ7-117

## Groupe auxiliaire de puissance
- GTDE-117
- VK-100
- VK-150